# 24753 Fujikake
24753 Fujikake este o planetă minoră (asteroid) din centura de asteroizi. A fost descoperită pe 28 octombrie 1992 la Kitami Observatory⁠(d) de Kin Endate. 
Obiectul prezintă o orbită caracterizată de o semiaxă mare de 2,3173856 UAi, o excentricitate de 0,2277181, o înclinație de 3,24406 ° în raport cu ecliptica.